# 有点大 (乐队)
有点大（英語：Little Big）是一支俄罗斯锐舞乐队，在2013年成立于圣彼得堡。 该乐队包含伊利亚“伊里奇”普鲁西金，谢尔盖“Gokk”马卡罗夫、索尼娅Tayurskaya，和安东“布”里索夫。 他们于2014年3月17日發布第一张专辑《俄罗斯的爱》。有点大乐队已发布三张专辑和九个单曲。他们代表俄罗斯在荷兰鹿特丹举行的2020年欧洲歌唱大赛上表演。俄烏戰爭爆發後，其團員因為不認同戰爭，已離開俄國赴美。

## 历史
有点大首次出现在2013年1月 ，释放其第一個影片《每一天我喝酒》。他们的第一次公开亮相是在2013年7月2日于俱乐部A2，开放供 回答乐团.